# Them (Denemarken)
Them is een plaats en voormalige gemeente in de Deense regio Midden-Jutland, gemeente Silkeborg. De plaats telt 2192 inwoners (2008).

## Voormalige gemeente
Them was tot 1 januari 2007 een gemeente in Denemarken. De oppervlakte bedroeg 210,36 km². De gemeente telde 7000 inwoners waarvan 3564 mannen en 3436 vrouwen (cijfers 2005). Bij de herindeling werd de gemeente toegevoegd aan gemeente Silkeborg.